# Watch Out (песня Алекса Гаудино)
«Watch Out» — сингл Алекса Гаудино при участии Shèna, выпущенный 28 января 2008 года в качестве третьего сингла с его дебютного альбома My Destination. Второй релиз тематически совпал с чемпионатом Европы по футболу 2008 года, поскольку в музыкальном видео показан футбольный матч, в котором играют непристойно одетые женщины в шортах/топах из спандекса. Песня содержит семплы из песни группы Pigbag «Papa's Got a Brand New Pigbag», в то время как вокал Shèna играет значительную роль в треке.

## Музыкальное видео
Музыкальное видео начинается с того, что Алекс Гаудино и его друг играют в виртуальную игру в футбол (соккер) на неизвестной игровой консоли. Двое мужчин выбирают тип игрока (все женщины); Гаудино выбирает синие топы, а его друг играет за команду Диабло в белых топах и они играют на Gaudino Arena. Игра начинается с залпа между ног одной из участниц, а затем перед ней открываются двери. Они выходят на арену в обтягивающих топах из лайкры и шортах, которые одновременно короткие и откровенные. Две команды начинают выполнять упражнения, включающие прыжки-«звезда», растяжку и сгибание ног, с некоторыми ракурсами, показывающими крупные планы ягодиц и декольте. В конце концов игра стартует. Команда Гаудино забивает гол, а затем сражается с командой Диабло, в результате чего одна девушка спотыкается. Судья вызывает медсестру и она использует «волшебную губку», которая чудесным образом заживляет синяк. Игра продолжается, и команда Диабло забивает гол. Игрок из команды Гаудино затем натягивает шорты игрока Диабло, из-за чего судья выдает Гаудино фол, а Диабло получает свободный удар. Команда Диабло забивает ещё один гол, и игра заканчивается. Затем в конце видео Диабло пожимает руку Алексу Гаудино. Футболистов играют Эми Перфект и Софи Берлз.

## Список композиций
- 12-inch maxi (Rise)

1. Watch Out (Extended Mix) — 7:14
2. Watch Out (Jason Rooney Remix) — 7:41
3. Watch Out (Nari & Milani Remix) — 6:47
4. Watch Out (Robbie Rivera Remix) — 7:18

- CD-maxi (Ministry Of Sound)

1. Watch Out (Radio Edit) — 2:59
2. Watch Out (Extended Mix) — 7:16
3. Watch Out (Nari & Milani Remix) — 6:49
4. Watch Out (Jason Rooney Remix) — 7:41

- CD-сингл (Spinnin')

1. Watch Out (UK Radio Edit) — 2:56
2. Watch Out (Mac Project Remix) — 6:24
3. Watch Out (Nari & Milani Remix) — 6:47
4. Watch Out (Robbie Rivera Remix) — 7:19
5. Watch Out (UK Club Mix) — 7:12

## Участники записи
- Вокал — Трейси Элизабет Максуин, она же Shèna
- Текст[англ.] — Jerma (не указан), Чип Карпентер, Джеймс Джонстоун, Саймон Андервуд, Крис Ли, Роджер Фриман, Олли Мур, Крис Хамлин
- Продюсер — Алекс Гаудино

## Чарты
| Чарт (2008)                                | Высшая позиция |
| ------------------------------------------ | -------------- |
| Бельгия/Фландрия (Ultratip Bubbling Under) | 2              |
| Бельгия/Валлония (Ultratip Bubbling Under) | 9              |
| СНГ (TopHit)                               | 4              |
| Чехия (Rádio — Top 100)                    | 22             |
| Финляндия (Latauslista Download)           | 24             |
| Ирландия (IRMA)                            | 23             |
| Италия (FIMI)                              | 12             |
| Нидерланды (Dutch Top 40)                  | 9              |
| Нидерланды (Single Top 100)                | 12             |
| Шотландия (OCC Scotland)                   | 10             |
| Словакия (Rádio — Top 100)                 | 43             |
| Великобритания (OCC UK Singles)            | 16             |
| Великобритания (OCC UK Dance)              | 2              |

| Чарт (2007)                | Позиция |
| -------------------------- | ------- |
| CIS (Tophit)               | 196     |
| Чарт (2008)                | Позиция |
| CIS (Tophit)               | 31      |
| Netherlands (Dutch Top 40) | 71      |